# U-28号潜艇 (1913年)
陛下之28号潜艇是德意志帝国海军建造的一艘潜艇或称U艇。它由但泽的帝国船厂承建，于1913年8月30日下水，至1914年6月26日交付使用。U-28号是在第一次世界大战海战期间服役的329艘德国潜艇之一，并参加了大西洋潜艇战役。在其五次巡逻中，共击沉了40艘协约国或中立国船舶，容积总吨达90126吨。1917年9月2日，U-28号在北冰洋袭击英国武装商船橄榄枝号的过程中，因近距引爆对方的军火货物而遭波及被炸沉。

## 历史
U-28号是由德意志帝国海军于1912年2月19日向但泽的帝国船厂订购。它于1913年8月30日下水，至1914年6月26日交付使用。该艇的首任艇长为海军上尉格奥尔格·京特·弗赖赫尔·冯·福斯特纳。其后的历任艇长则分别为奥托·罗尔贝克、德根哈特·弗赖赫尔·冯·洛厄以及格奥尔格·施密特。
1915年3月28日，U-28号客轮在圣乔治海峡击沉了英国客轮法拉巴号，造成104人死亡。遇难乘客中有一位美国人，这是首位在第一次世界大战中死亡的美国人，从而导致了美国与德国之间的紧张关系。同年7月30日，U-28号又在法斯特纳灯塔击沉了另一艘英国货轮伊比利亚号。根据冯·福斯特纳对事件的描述，残骸在水下停留了大约25秒，直到爆炸将一些碎片飞了起来。据称，伴随着这些碎片，潜艇船员们还看到了一种被形容为类似于鳄鱼的“巨型水生动物”，但很快就从视线中消失了。从1915年至1917年间，U-28号共执行了五次巡逻任务，并击沉了40艘协约国或中立国船舶，容积总吨达90126吨。
U-28号的最后一次巡逻于1917年8月19日展开，当时它从埃姆登起航前往北冰洋。9月2日上午11:55，它在挪威北角东北偏北方向约85海里（157）处（72°34′N 27°56′E / 72.567°N 27.933°E）遇到了英国武装商船橄榄枝号（Olive Branch）。U-28号发射的一枚鱼雷击中了对方，后者陷入停顿，并放下救生艇将船员接至安全地带。潜艇随即驶近，时任艇长施密特上尉下令用甲板炮将船只击沉。其第二轮施射引爆了橄榄枝号从英国运往俄罗斯阿尔汉格尔斯克的军火货物。爆炸碎片在空中冲过，严重损坏了身处附近的U-28号，使其与轮船一同沉没。一些潜艇船员设法及时逃脱。然而，由于救生艇上的英国水兵并未组织营救，包括艇长在内的39名U-28号船员全部遇难。
另一种说法是，当军火被引爆时，一辆作为甲板货的卡车被炸飞，从高处砸落在潜艇上，使其沉没。

## 袭击历史摘要
| 日期          | 船名             | 船籍         | 吨位 | 结局       |
| ------------- | ---------------- | ------------ | ---- | ---------- |
| 1915年3月17日 | 吕伐登号         | 英国         | 990  | 击沉       |
| 1915年3月18日 | 赞斯特罗姆号     | 荷蘭         | 1657 | 缴作战利品 |
| 1915年3月18日 | 巴达维尔五号     | 荷蘭         | 1569 | 缴作战利品 |
| 1915年3月25日 | 美狄亚号         | 荷蘭         | 1235 | 击沉       |
| 1915年3月27日 | 阿吉拉号         | 英国         | 2114 | 击沉       |
| 1915年3月27日 | 南点号           | 英国         | 3837 | 击沉       |
| 1915年3月27日 | 孚日号           | 英国         | 1295 | 击沉       |
| 1915年3月28日 | 法拉巴号         | 英国         | 4806 | 击沉       |
| 1915年3月28日 | 剑桥城号         | 英国         | 3788 | 击伤       |
| 1915年3月29日 | 弗拉米尼安号     | 英国         | 3500 | 击沉       |
| 1915年3月29日 | 忒修斯号         | 英国         | 6723 | 击伤       |
| 1915年3月30日 | 卡斯蒂亚王权号   | 英国         | 4505 | 击沉       |
| 1915年7月30日 | 伊比利亚号       | 英国         | 5223 | 击沉       |
| 1915年7月31日 | 矿块号           | 英国         | 405  | 击沉       |
| 1915年7月31日 | 绿松石号         | 英国         | 486  | 击沉       |
| 1915年8月1日  | 本沃利赫山号     | 英国         | 3381 | 击沉       |
| 1915年8月1日  | 七筋菇号         | 英国         | 3830 | 击沉       |
| 1915年8月1日  | 商会号           | 比利时       | 1736 | 击沉       |
| 1915年8月1日  | 兰扎号           | 英国         | 2320 | 击沉       |
| 1915年8月2日  | 波西亚号         | 英國皇家海軍 | 494  | 击沉       |
| 1915年8月3日  | 科斯特洛号       | 英国         | 1591 | 击沉       |
| 1915年8月4日  | 米德兰皇后号     | 加拿大       | 1993 | 击沉       |
| 1916年3月26日 | 诺恩号           | 挪威         | 1224 | 击沉       |
| 1916年3月28日 | 铁特河号         | 英国         | 3042 | 击沉       |
| 1916年3月30日 | 特里温号         | 英国         | 3084 | 击沉       |
| 1916年3月30日 | 圣于贝号         | 法國         | 232  | 击沉       |
| 1916年3月31日 | 维戈号           | 西班牙       | 1137 | 击沉       |
| 1916年4月1日  | 本盖尔恩号       | 英国         | 2127 | 击沉       |
| 1917年5月29日 | 弗里乔夫·南森号  | 挪威         | 2190 | 击沉       |
| 1917年5月29日 | 卡纳号           | 挪威         | 210  | 击沉       |
| 1917年5月29日 | 柯丹号           | 挪威         | 217  | 击沉       |
| 1917年6月3日  | 梅里奥尼斯号     | 英国         | 3004 | 击沉       |
| 1917年6月4日  | 大陵五号         | 俄罗斯       | 2088 | 击沉       |
| 1917年6月5日  | 阿拉斯加号       | 挪威         | 90   | 击沉       |
| 1917年6月5日  | 杜恩号           | 挪威         | 30   | 击沉       |
| 1917年6月5日  | 希德岬号         | 挪威         | 40   | 击沉       |
| 1917年6月8日  | 曼彻斯特工程师号 | 英国         | 4465 | 击伤       |
| 1917年6月8日  | 斯韦勒二号       | 挪威         | 44   | 击沉       |
| 1917年6月10日 | 玛丽·埃尔希号    | 英国         | 2615 | 击沉       |
| 1917年6月10日 | 珀拉号           | 英国         | 5355 | 击沉       |
| 1917年8月28日 | 伊达尔戈号       | 英国         | 4271 | 击沉       |
| 1917年8月28日 | 怀特考特号       | 英国         | 3680 | 击沉       |
| 1917年8月28日 | 马塞利扎号       | 俄罗斯       | 3568 | 击沉       |
| 1917年9月1日  | 渡渡鸟号         | 俄罗斯       | 3488 | 击沉       |
| 1917年9月2日  | 橄榄枝号         | 英国         | 4649 | 击沉       |

## 脚注
1. 1 2  Gröner，第6–7頁.
2. ↑  Helgason, Guðmundur. . German and Austrian U-boats of World War I - Kaiserliche Marine - Uboat.net.   [22 December 2014].
3. ↑  Helgason, Guðmundur. . German and Austrian U-boats of World War I - Kaiserliche Marine - Uboat.net.   [22 December 2014].
4. ↑  Helgason, Guðmundur. . German and Austrian U-boats of World War I - Kaiserliche Marine - Uboat.net.   [22 December 2014].
5. ↑  Helgason, Guðmundur. . German and Austrian U-boats of World War I - Kaiserliche Marine - Uboat.net.   [22 December 2014].
6. ↑  Helgason, Guðmundur. . German and Austrian U-boats of World War I - Kaiserliche Marine - Uboat.net.
7. ↑  . The Wrecksite.   [2021-06-17]. （原始内容存档于2021-05-01）.
8. ↑  Magazines，第398–401, 118A頁.
9. ↑  Herzog，第67頁.
10. ↑  Herzog，第89頁.
11. ↑  Kemp，第33頁.
12. ↑  Gwatkin-Williams，第239頁.
13. ↑  Helgason, Guðmundur. . German and Austrian U-boats of World War I - Kaiserliche Marine - Uboat.net.   [22 December 2014].